# Ilex phillyreifolia
Ilex phillyreifolia är en järneksväxtart som beskrevs av Reiss. Ilex phillyreifolia ingår i släktet järnekar, och familjen järneksväxter. Inga underarter finns listade i Catalogue of Life.